# Pedro Nel Gómez
Pedro Nel Gómez Agudelo né à Anorí, le 4 juillet 1899 et mort à Medellín, le 6 juin 1984, est un peintre, sculpteur, ingénieur, urbaniste, penseur colombien et un des plus importants muralistes latino-américains du XXe siècle, avec Diego Rivera et David Alfaro Siqueiros,,.
Visionnaire pour qui l'expression artistique était un moyen de valoriser l'identité culturelle de la nation colombienne, il a contribué à révolutionner les arts plastiques de son pays. Selon lui, l'art devait servir aux générations futures : il peignait pour le futur ce qu'il voyait du passé et du présent de son peuple. Il a réalisé son œuvre dans une étonnante variété de disciplines : la fresque, l'architecture, la peinture, en particulier la peinture murale mais aussi à l'huile, l'aquarelle, ou encore la lithographie, la sculpture…
Il est considéré comme le plus grand muraliste de Colombie.

## Biographie

### Enfance et jeunesse
Né dans le village minier d'Anorí, il passe son enfance à Itagüí, dans la banlieue de Medellín. Dès cette époque, Pedro Nel Gómez se sent très attiré par l'art et il commence à peindre très jeune. Cet intérêt marqué pour la peinture l'amène à demander à son père de le laisser vivre en suivant sa vocation. Mais ce dernier est réticent, arguant que ce métier ne lui garantira pas des revenus financiers satisfaisants, et le persuade de suivre une formation d'ingénieur. Pedro Nel accepte à condition de pouvoir étudier les arts en même temps à l'Institut des Beaux-Arts de Medellín : il tirera amplement profit de ses connaissances d'ingénieur pour développer des propositions architecturales dans lesquelles il pourra intégrer ses conceptions artistiques.

### Carrière
Diplômé comme ingénieur civil de l'École des mines de Medellín en 1922, il part en Europe en 1924 étudier la peinture en France, aux Pays-Bas, puis en 1926 à l'Académie des beaux-arts de Florence. Son séjour en Italie se prolonge jusqu'en 1930, il y apprend la technique de la peinture murale, qu'il adaptera aux conditions tropicales de la Colombie, étant le pionnier de cette technique. Ce séjour lui offre la possibilité de participer à différentes expositions d'artistes latino-américains, parmi lesquels son ami et collègue Eladio Vélez.
Ses thématiques artistiques de l'époque reflètent une inspiration classique marquée. Des œuvres d'alors se détachent les Amazonomaquias, Le Martyre de Saint Jérôme, Leçon d'anatomie, Deux amies, Le vieux pont et La jeune fille innocente ainsi qu'une série thématique sur la mythologie grecque. 
Dès son retour à Medellín en 1930, il est nommé directeur de l'Institut des Beaux-Arts. En 1934, il expose 114 œuvres dans la salle centrale du Capitole à Bogotá. Le prestige obtenu avec cette exposition lui permet de signer un contrat avec la municipalité de Medellín pour la décoration de l'hôtel de ville d'alors (aujourd'hui Musée d'Antioquia), un ensemble de 11 peintures murales, premier cycle de son œuvre murale. Dans ces peintures murales, situées dans différentes parties du bâtiment, il représente, dans son style très personnel, des scènes de la vie et du travail des hommes. 
Il devient dès lors, et jusqu'à sa mort en 1984, un personnage central des arts, mais aussi de l'architecture et de l'urbanisme à Medellín. Il y fonde par exemple en 1946 la faculté d'architecture de l'Université nationale, dont il occupe plusieurs fois le poste de doyen.

## Œuvre

### Fresques
On peut admirer depuis les rues de Medellín certaines des fresques de Pedro Nel Gómez, à commencer par la fresque monumentale peinte en 1956 pour la Banque populaire de Medellín. À la destruction de celle-ci pour la construction du métro de la ville, entre 1985 et 1995, la fresque a été conservée dans une allée située sous la station Parque Berrío :
- Histoire économique et industrielle du Département de Antioquia.

#### Musée d'Antioquia
Parmi les fresques du Musée d'Antioquia, Les forces migratoires, dans l'ancien bureau du maire, représente la migration des paysans vers les grandes villes et a entraîné une grande polémique.

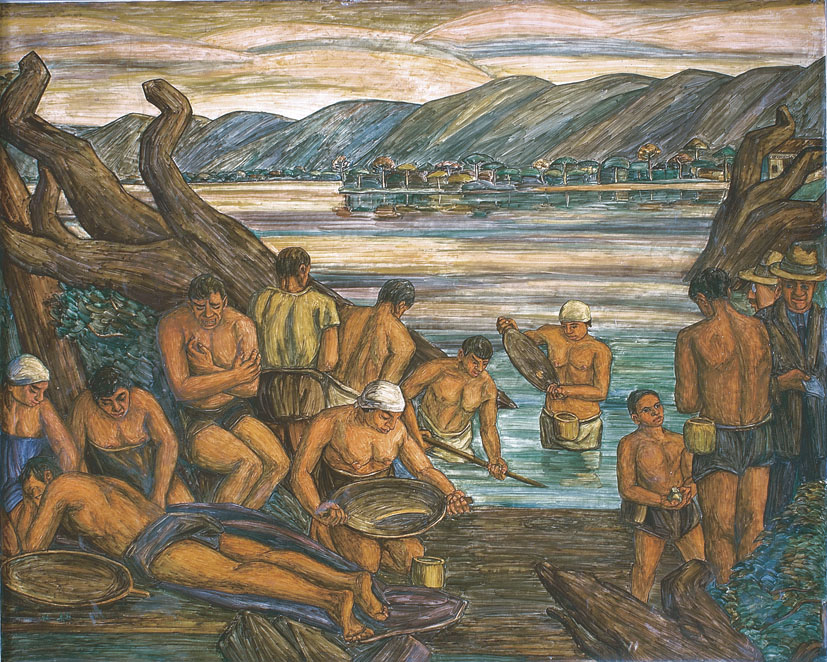
El barequeo (Medellín, 1936)

Voici les onze fresques peintes dans l'ancien "palais municipal" :
- La table vide de l'enfant affamé ;
- La danse du café ;
- Le matriarcat ;
- Triptyque du travail : 1. De la brodeuse aux métiers à tisser électriques ; 2. Le problème du pétrole et L'énergie ; 3. Le travail et la maternité ;
- La République ;
- Le mineur mort ;
- L'angoisse de l'aliénation des mines ;
- Le batelier ;
- Les forces migratoires.

Ces fresques ont à l'époque soulevé beaucoup d'intérêt dans la société, mais en ont réveillé l'anxiété : les conservateurs en critiquaient la thématique. Un des conseillers municipaux, José María Bernal, s'y opposait par exemple vivement tant pour leur forme et leur contenu.

#### Casa-museo Pedro Nel Gómez
Par la suite, l'artiste commença la décoration de sa maison, qu'il transforma lui-même en musée :
- Hommage au village antioqueño ;

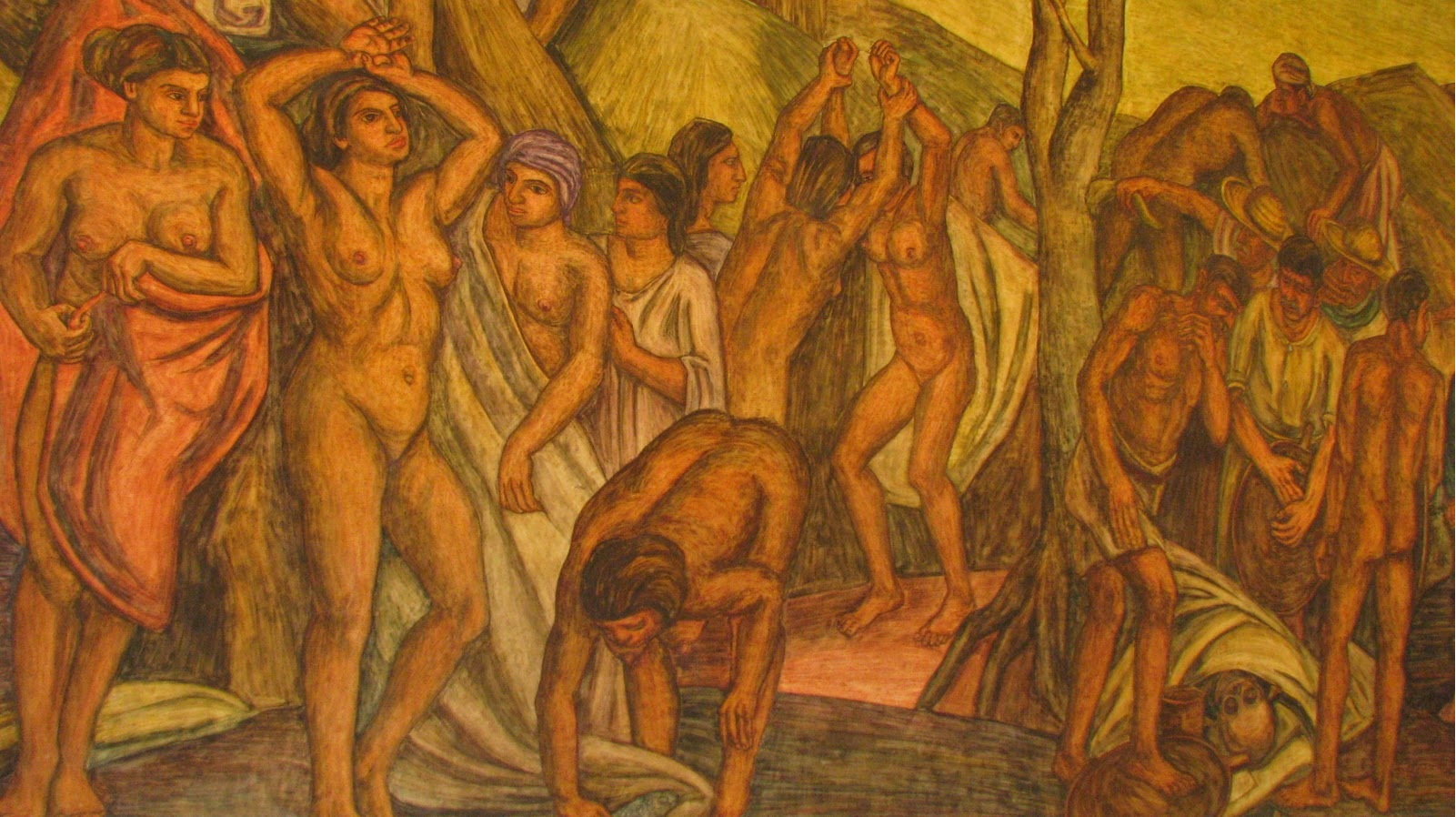
La sensualité tropicale. Fragment du mural Hommage au peuple antioqueño
1940, Casa Museo Pedro Nel Gómez,.

- Combat mythique entre les "femmes à un pied" et les mineurs ;
- La danse frénétique ;
- Vie et mort ;
- Bolívar élevé par les mythes de la forêt ;
- L'orpailleuse ;
- La vie descend de la Paysanne ;
- La vendeuse d'escargots ;
- L'orpailleur noyé ;
- La spirale nébuleuse ;
- La Sibylle du tropique ;
- Les chômeurs ;
- Barequeras se reposant ;
- Esquisse flâneuse.

#### Ailleurs à Medellín

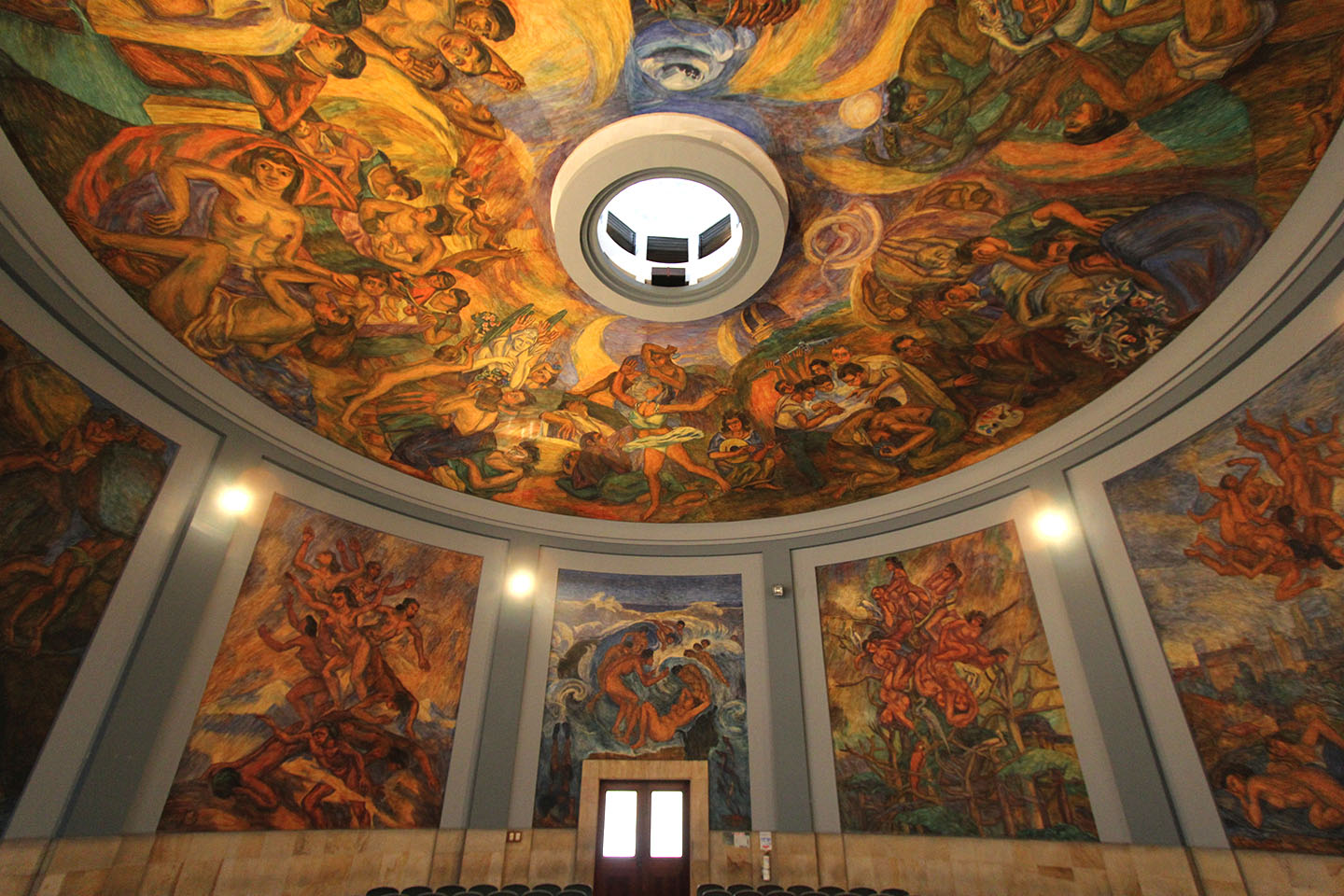
Fresque de la grande salle (Bloc M5)
Faculté des Mines de Medellín.

De nombreux autres édifices de la ville comporte également des fresques du muraliste, ainsi de la Faculté des Mines de Medellín :
- Hommage à l'Homme : Naissance et mort ; Esprit religieux et esprit mystique ; Esprit scientifique et esprit artistique; Esprit de l'amitié humaine et esprit de la coopération humaine ;
- Histoire de la Nation ;
- L'explosion de la montagne ;
- Explosion de la flore ;
- Mineurs près des fleuves souterrains ;
- Le choc des deux vagues ;
- L'homme vainc la gravité.

Fresque dans la Faculté de chimie de l'université de Antioquia (aujourd'hui Colegio Mayor de Antioquia) :
- Histoire de la chimie à travers l'humanité.

Fresques à l'université d'Antioquia :
- Clinique Léon XIII ;
- Le Sena de Pedregal.

La Bibliothèque pilote de Medellín abrite également des fresques de Pedro Nel Gómez.

#### Ailleurs en Colombie
Fresques dans l'Institut de crédit territorial de Bogotá :
- L'homme et ainsi de suite ;
- Le drame du logement.

À la Banque populaire de Cali, on peut voir une fresque de 60 m2 du maestro.

### Peinture
Les oeuvres de Pedro Nel Gómez sont visibles dans sa maison-musée, au Museo de Antioquia, à la Collection d'art de la banque de la république de Bogotá… En voici quelques-unes, témoignant de la diversité de ses techniques, de la permanence de son inspiration comme de l'évolution de son style, toutes extraites du catalogue de l'exposition de 2019 :
- Le martyre de saint Jérôme (1927, huile sur toile) ;
- Les Amazonomaquias (1928, huile sur toile) ;
- Paysage (1925-1929, aquarelle sur papier) ;
- Maternité, Doña Giuliana et ses deux fils aînés (1929, huile sur toile) ;
- Retour du théâtre (1933, huile sur toile) ;
- Nature morte (1934, aquarelle sur papier) ;
- La danse des cueilleurs de café (1936, aquarelle sur papier) ;
- Les Andes centrales (1944, aquarelle sur papier) ;
- Gaitán face à la foule (1948-1950, aquarelle sur papier) ;
- César Uribe Piedrahita (1950, pastel sur papier) ;
- L'exode rural (1950, huile sur toile) ;
- La môme Vargas (1956-1958, aquarelle sur papier) ;
- Hommage au maître Ricardo Rendón (1962, huile sur toile) ;
- Maternité, Doña Giuliana et son fils (1965, huile sur toile) ;
- Le rapt d'Europe sur le Magdalena (1970, aquarelle sur papier) ;
- Medellín depuis le musée (1982, huile sur toile).

### Sculpture

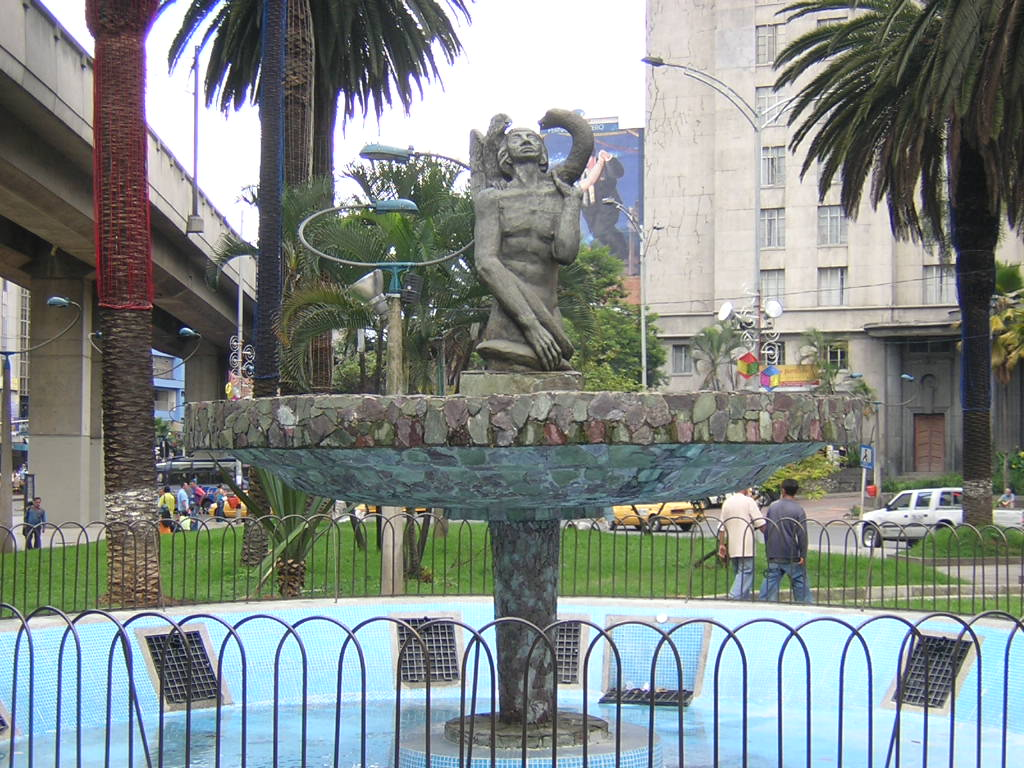
Fontaine du cacique Nutibara
Plazuela Nutibara à Medellín.

Reliefs et sculptures en bois, marbre et bronze :
- Femmes émigrantes (relief en bois) ;
- Cacique Nutibara (bronze) ;
- Maternités au repos (relief en bois) ;
- La Barequera (sculpture sur bois) ;
- Orpailleuse mélancolique (sculpture sur marbre) ;
- Groupe d'orpailleurs (sculpture sur bois) ;
- Diogène (sculpture sur bois) ;
- Nus au repos (relief en bois).

### Architecture

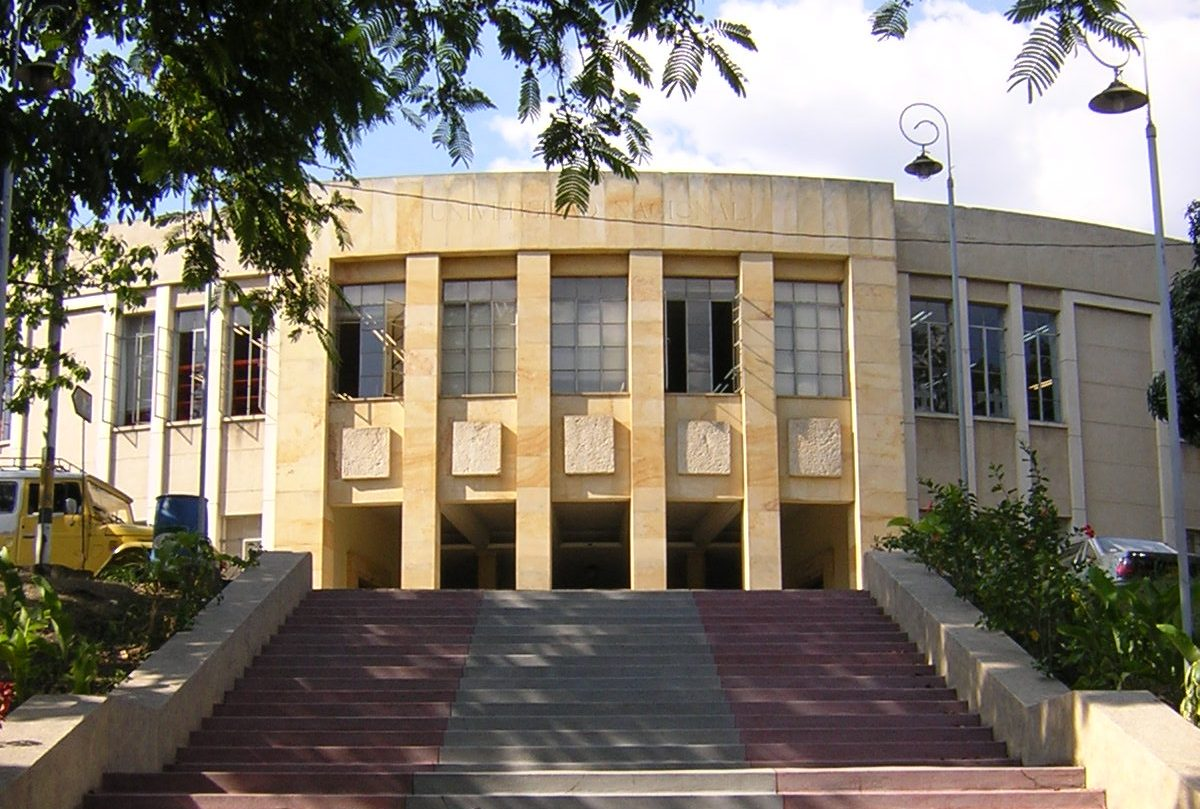
Bloc M5 de la Faculté des mines
dessiné par Pedro Nel Gómez, Université nationale de Colombie, antenne de Medellín.

- Design et construction de sa propre maison et de son atelier (aujourd'hui Maison-musée Pedro Nel Gómez) ;
- Design et construction du bâtiment de l’École des mines de Medellín (1938). On y voit notamment une coupole parabolique de 200 m2 ;
- Design et construction du bâtiment de la Faculté de chimie de l'université d'Antioquia, aujourd'hui siège social du Colegio Mayor d'Antioquia ;
- Cimetière universel de Medellín.

### Urbanisme
- Participation à la conception d'une partie du quartier Laureles à Medellín dans lequel plusieurs autres urbanistes, comme Karl Brunner, ont participé. Pedro Nel Gómez Agudelo se présenta aussi au concours pour le design de l'université pontificale bolivarienne, mais ne réalisa aucune œuvre ;
- Projet du quartier San Javier à Medellín ;
- Plan du cimetière universel ;

Il a aussi dessiné la zone urbaine de la municipalité d'Amalfi (Antioquia).

## Vie privée
Lors d'un voyage à Florence, il rencontre Giuliana Scalaberni, qu'il épouse et qui sera jusqu'à sa mort un indéfectible soutien moral et une source d'inspiration. Leurs enfants Germana et Giuliano naissent durant leur séjour en Italie. Mais lorsque Pedro Nel Gómez n'a plus les moyens de vivre à l'étranger, il se résout à laisser son épouse et ses enfants en Italie et part se refaire à Medellín. Giuliana et ses enfants le rejoignent lorsque ses finances le permettent et leurs autres enfants naîtront à Medellín : Ítalo, Leonardo, Clío, Etión, Maximo et Vladimir.
À son arrivée à Medellín, Giuliana se rend pars le tramway d'alors sur la colline d'Aranjuez pour admirer la vallée d'Aburrá. La vue dégagée lui rappelle sa Florence natale. Elle convainc Pedro de construire une maison à cet endroit en argumentant que c'est un site aux paysages variés, propice à la conception d'œuvres d'art. Dans l'idée de Giuliana, la maison devait être assez grande pour conserver les œuvres et abriter ultérieurement un musée.
Pedro Nel dessine lui-même les plans de la maison (construite en réalité un peu en contrebas), mais Giuliana ne peut en voir la réalisation : elle meurt en 1964 d'un cancer de l'utérus. Le peintre respectera sa volonté et fondera onze ans plus tard la Maison-musée Pedro Nel Gómez. On peut d'ailleurs lire le nom de son épouse sur la plaque de fondation.
Giuliano, l'aîné des enfants, meurt d'un cancer du poumon en 1969, ce qui affecte considérablement l'artiste. En 1995, onze ans après la mort de son père, c'est Leonardo qui meurt d'un accident de la circulation. Le mausolée de la famille se trouve au Musée-cimetière San Pedro de Medellín, qui abrite également les restes du père de l'artiste et de certains de ses proches.
Ítalo Gómez Scalaberni, son troisième fils, se signale par une carrière remarquée de musicien en Italie : violoncelliste, compositeur, mais aussi fondateur, animateur ou directeur de plusieurs institutions, tel L'Autunno Musicale (Automne musical) de Florence. Il meurt en mai 2020 à Roccabernada.

## Héritage
Outre sa production artistique, architecturale et urbanistique, le peintre novateur a suscité de profonds débats artístiques et culturels. Ainsi de la controverse engendrée par ses fresques : lorsque la municipalité attribue un contrat à Pedro Nel pour leur réalisation, l'audace de leur thème fait polémique. Il fait alors appel à son ami le peintre Eladio Vélez pour intervenir dans le débat. Celui-ci, peut-être jaloux de son succès, le poignarde dans le dos en lançant "qu'il ignorait que [Pedro Nel Gómez] avait étudié la peinture murale", et en lui répondant "N'oublie pas, Pedro Nel, que moi aussi je connais Giotto, Masaccio et Masolino… ils m'interdisent de défendre ton oeuvre."
Celle-ci fait aujourd'hui partie d'un patrimoine que personne ne songerait plus à contester. Hélas, Pedro Nel Gómez a emporté dans la tombe le secret de la technique novatrice de ses fresques.  
Pedro Nel Gómez est le maître que se sont donné et reconnu des peintres tels que Débora Arango, Jesusita Vallejo, Ana Fonnegra, Graciela Sierra ou encore Carlos Correa. Il influencera par la suite les peintres de la génération suivante : Horacio Longas, Rodrigo Arenas Betancur, Rafael Sáenz ou Fernando Botero.
Il est, avec Fernando Botero ou Débora Arango, et avec les nombreux artistes qu'ils ont entraînés dans leur sillage, pour beaucoup dans la qualification de "cité des artistes" attribuée à Medellín. 

## La Casa museo Pedro Nel Gómez

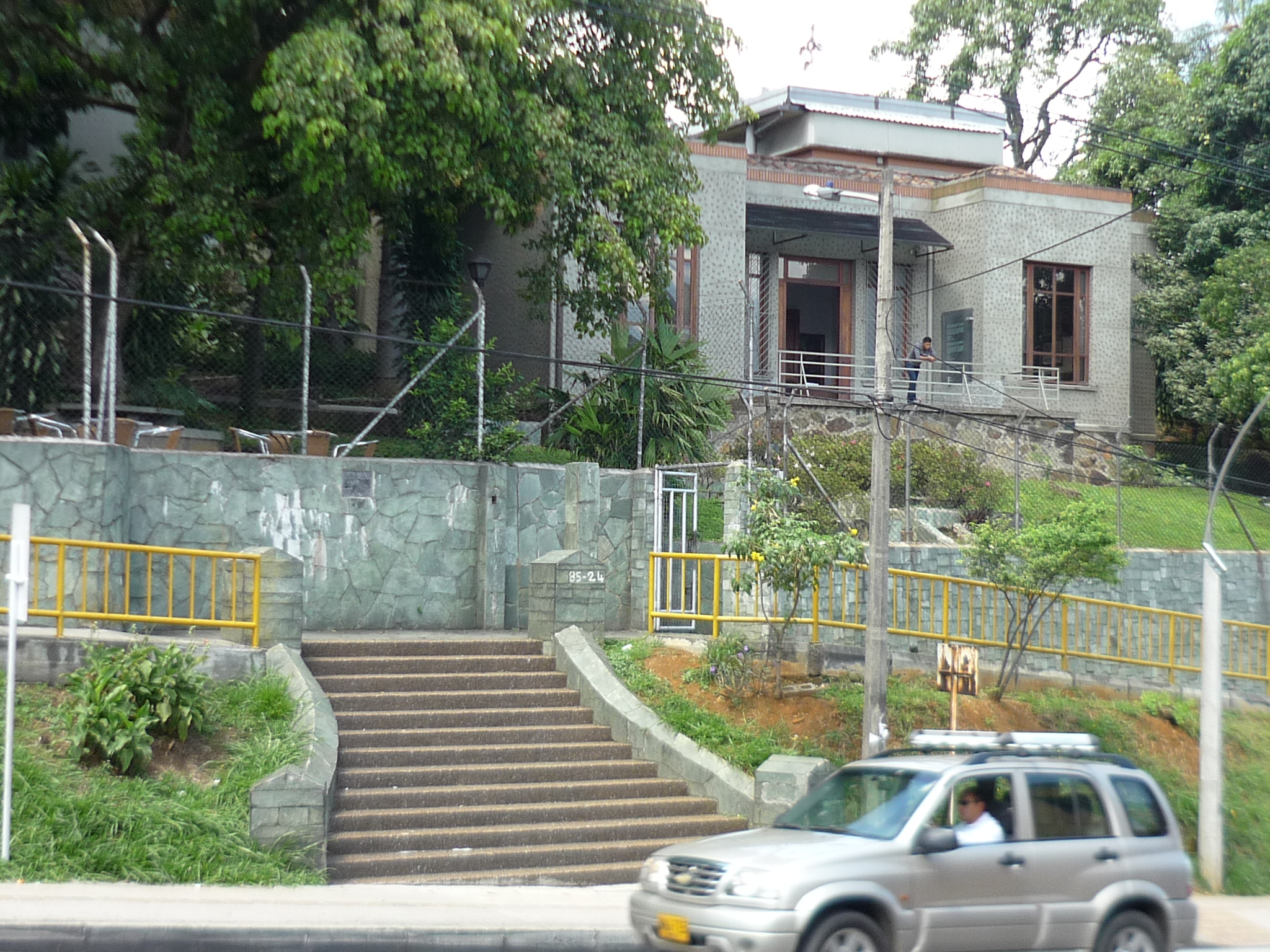
Façade de la Casa museo Pedro Nel Gómez.

Elle est située Carrera 51B 85–24, Aranjuez, Medellín.
Depuis sa fondation en 1975, la Maison musée Pedro Nel Gómez a évolué et propose diverses activités qui cherchent à conserver, préserver et faire connaître l’œuvre d'un artiste qui a brossé un large tableau des événements marquants de la Colombie de son temps. Société, politique, économie et éducation sont les axes centraux de son œuvre ; les visiteurs peuvent les apprécier, lors des fréquentes expositions thématiques de la Casa museo, outre le charme de la maison qu'il a lui-même bâti et l'éclectisme de l'exposition permanente. Du vivant même de l'artiste, le musée a reçu nombre de visiteurs célèbres, comme Alfonso López Michelsen, Julio César Turbay Ayala, León de Greiff, Otto Morales Benítez ou Pablo Neruda.
Le musée est alors dirigé par son fils Máximo. Il en laisse ensuite la charge à sa sœur Clío jusqu'en 2000. Elle prend alors sa retraite, laissant la direction à son frère Vladimir. Six ans plus tard, la maison-musée entre dans une crise financière telle qu'on envisage de fermer l'institution. Elle est heureusement sauvée avec l'appui de sociétés publiques et privées, au prix d'un changement au sein de la direction, et les portes du musées peuvent s'ouvrir de nouveau.
Actuellement (2020) le musée, animé par Luis Rendón, propose de nombreuses activités pour tous les publics, gratuitement pour les résidents des estratos 1, 2 et 3 de la ville. La fondation de la Casa museo administre également la Casa Gardeliana (Manrique central) et le Museo Ciudad Medellín (Pueblito Paisa).